# Курантов, Александр Павлович
Алекса́ндр Па́влович Кура́нтов (26 ноября 1921, Ржавка — 1998) — советский философ, кандидат философских наук, доцент, специалист по истории атеизма. Участник Великой Отечественной войны, капитан.

## Биография
В 1943 году окончил Сталинградское военное авиационное училище в Кустанае, участвовал в Великой Отечественной войне.
В 1950 году окончил исторический факультет Саратовского государственного университета, в 1950—1953 годах учился в аспирантуре Московского государственного университета, в 1953 году защитил кандидатскую диссертацию на тему «Атеистическая пропаганда и проблема формирования научного мировоззрения».
В 1973—1985 годах был директором ВНИИДАД.

## Награды
- Медаль «За победу над Германией в Великой Отечественной войне 1941—1945 гг.».
- 6 апреля 1985 — Орден Отечественной войны II степени[1].